# 2020!
2020! é um single instrumental do músico Tony Babalu, lançado pelo selo Amellis Records com distribuição da Tratore.

## Concepção e gravação
Após o lançamento dos álbuns Live Sessions at Mosh (2014) e Live Sessions II (2017), Tony Babalu trouxe a público sua mais recente produção instrumental, o single 2020!, disponibilizado a partir de 3 de janeiro de 2020 em todas as plataformas digitais.
Diferentemente dos trabalhos anteriores, em que contou com o apoio de banda completa, Tony Babalu atuou sozinho em seu home studio na composição, programação dos instrumentos (teclados, baixo, bateria e percussão), mixagem e gravação das linhas de guitarra. A masterização, por sua vez, ficou a cargo de Marcelo Carezzato (Carbonos Studio, São Paulo).
Com pouco mais de 4 minutos, a música percorre a linguagem do rock e do funk, contando com riffs demarcados e impactante solo final.

## Ficha técnica
- Tony Babalu: composição, guitarra, programação de instrumentos (baixo, teclados, bateria e percussão) e mixagem
- Marcelo Carezzato (Carbonos Studio): masterização